# Antonietta Dell’Era

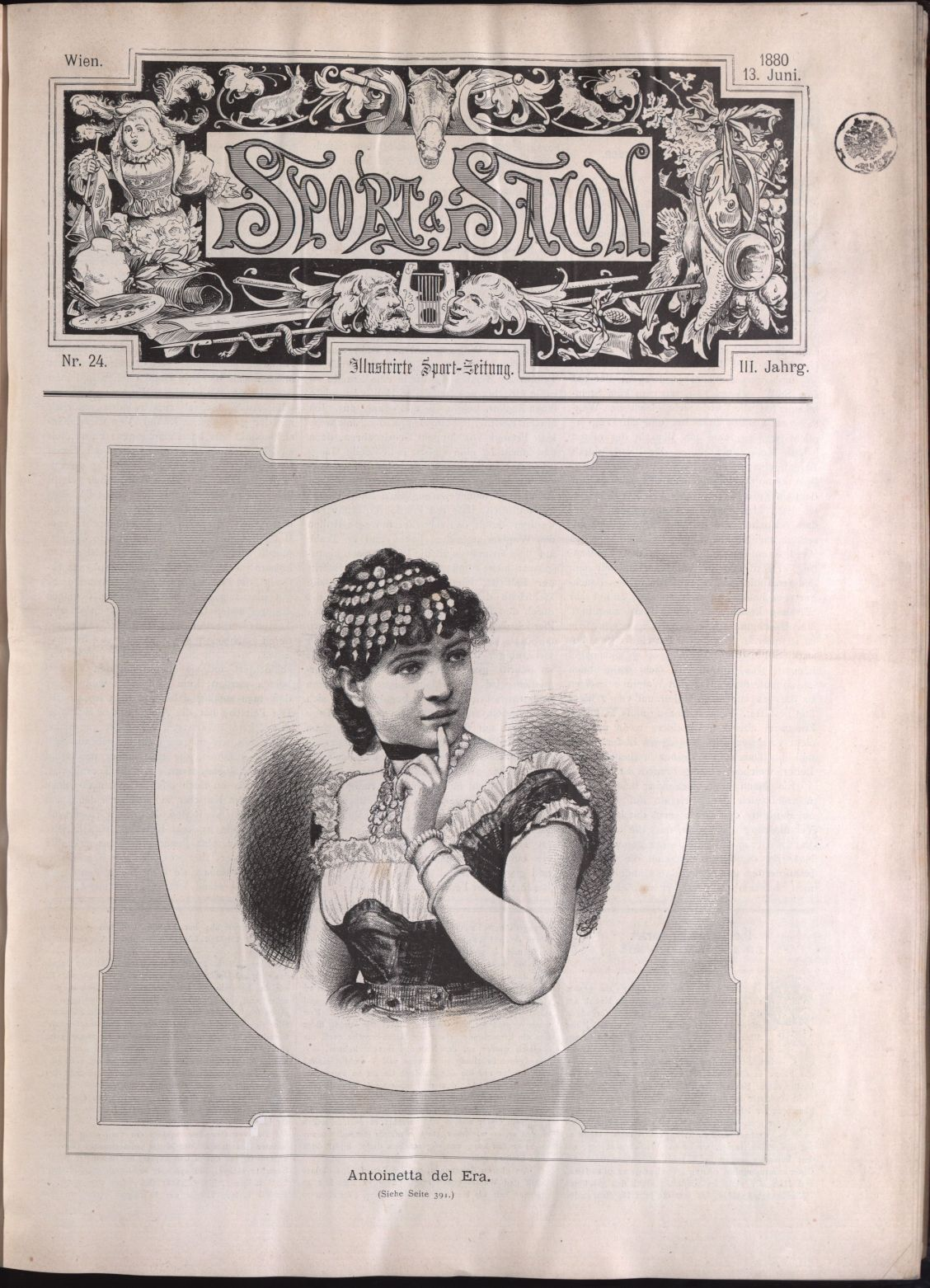
Antonietta Dell’Era, Titelseite von Sport & Salon, 1880

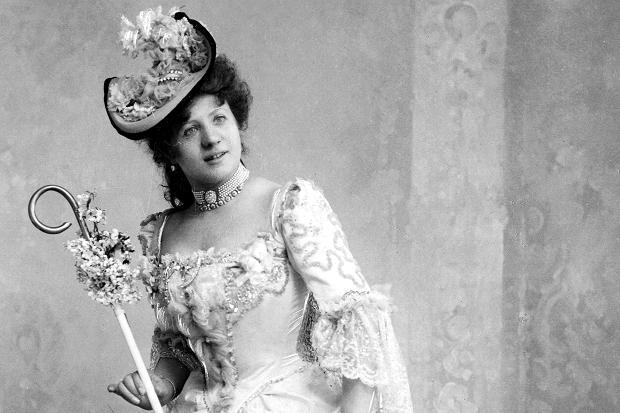
Antonietta Dell’Era, Atelieraufnahme von Reichard & Lindner in Berlin,
(Bildausschnitt, ohne Jahr)

Antonietta Dell’Era (geboren 16. Februar 1861 in Mailand, Königreich Sardinien; gestorben 22. Juni 1945 in Berlin) war eine italienische Ballerina. Sie wirkte 1892 in der Rolle der Zuckerfee an der Uraufführung des Balletts Der Nussknacker von Pjotr Iljitsch Tschaikowski mit.

## Leben
Antonietta Dell’Era war die Tochter von Maria, geb. Prandoni, (1832–1919) und Domenico Dell’Era (1821–1904), einem Redakteur der Gazzetta dei teatri. Ab sechs Jahren erhielt sie Ballettunterricht in der Tanzschule beim Teatro alla Scala, Mailand, bei Annunciata Ramaccini (1807–1892), der Ehefrau von Carlo Blasis.
Ihren ersten Auftritt hatte sie in Mailand im Teatro Dal Verme. In Kairo war sie die Primaballerina in La Devâdâcy von Hippolyte Monplaisir. Im Januar 1879 tanzte sie im Teatro Vittorio Emanuele II in Messina und hatte unter anderem Erfolg mit einer Tarantella in Aubers La muette de Portici. Im selben Jahr ging sie einem Rat von Virginia Zucchi folgend nach Berlin, wo Paul Taglioni als Choreograf an der Königlichen Hofoper wirkte.
Sie glänzte 1881 in der Berliner Uraufführung von Coppélia von Léo Delibes, und ihr Vertrag als „königliche Hoftänzerin“ wurde bis 1909 immer wieder verlängert, womit sie dort die ungewöhnlich lange Zeit von dreißig Jahren tanzte. Einer ihrer zahlreichen Verehrer war der Schriftsteller Theodor Fontane, der sie mehrfach in seinen Briefen und in zweien seiner Romane, Effi Briest (1894/95) und Der Stechlin (1897), erwähnte.
Dell’Eras Vertrag ermöglichte ihr, damals nicht unüblich, auch Gastauftritte an anderen Häusern. So tanzte sie unter anderem in Wiesbaden (1881/82), Bad Ems (1888) und Hannover (1889). Ihr andauerndstes und künstlerisch bedeutendstes auswärtiges Engagement jedoch fand im Russischen Kaiserreich statt. Zwischen 1886 und 1894 tanzte sie wiederholt dort, vornehmlich in St. Petersburg. Sie war dort Teil einer größeren Gruppe italienischer Künstler, die in diesen Jahren das russische Musiktheater bereicherten, unter den Tänzern waren Pierina Legnani, Enrico Cecchetti, Giovanna Limido und Virginia Zucchi, wobei es auch zu Rivalitäten unter den Künstlern kam.
Im November 1892 trat sie in Sankt Petersburg in Peter Tschaikowskys Dornröschen auf, und am 18. Dezember, weniger als ein Jahr vor Tschaikowskys Tod, fand die Uraufführung von Tschaikowskys Der Nussknacker im Mariinski-Theater in der Choreographie von Lew Iwanow und der Ausstattung durch den Operndirektor Iwan Wsewoloschski statt. Die „Colombine“ tanzte Olga Preobraschenskaja, den „Prinzen“ Nicolas Legat, und Dell’Era übernahm die Rolle der „Zuckerfee“. Tschaikowsky lobte zwar ihre Technik, bemängelte aber ihre Schönheit.
Dell’Era tanzte am 2. Mai 1901 die postume Berliner Uraufführung von Johann Strauss’ (Sohn) Aschenbrödel. Die Choreografie in einem zeitgenössischen Jugendstil-Bühnenbild sah, für sie neu, erstmals keinen Tutu vor, ein Einfluss des beginnenden modernen Tanzes in Deutschland.
Am 4. Juni 1909 gab Dell'Era in Anwesenheit des Kaisers Wilhelm II. ihre Abschiedsvorstellung in der Pantomime „Sardanapal“.
1917 heiratete Antonietta Dell’Era den Berliner Privatbankier Felix Marsop (1863–1930).